# Koerberiella wimmeriana
Koerberiella wimmeriana är en lavart som först beskrevs av Körb., och fick sitt nu gällande namn av Stein. Koerberiella wimmeriana ingår i släktet Koerberiella och familjen Lecideaceae.  Arten är reproducerande i Sverige. Inga underarter finns listade i Catalogue of Life.